# Kriegsschuldlüge
Der politische Kampfbegriff Kriegsschuldlüge wurde in der Weimarer Republik geprägt, um die im Friedensvertrag von Versailles formulierte „alleinige Kriegsschuld“ des Deutschen Reichs und seiner Verbündeten am Ersten Weltkrieg als Lüge darzustellen. Zugleich wurden damit die Reparationsforderungen der Alliierten und politische Gegner als deren „Erfüllungspolitiker“ und „Novemberverbrecher“ angegriffen.

## Weimarer Republik
Bereits bei der Pariser Friedenskonferenz 1919 (18. bis 21. Januar) verwendeten die deutschen Delegierten den Begriff. Er wurde dann zu einer Propaganda-Figur der politischen Rechtsparteien und ihnen nahestehenden Medien in Deutschland. Vor allem die NSDAP und die DNVP benutzten ihn, um jede Verantwortung Deutschlands am Ausbruch des Weltkriegs zu bestreiten und damit die Weimarer Verfassung in Frage zu stellen. Die historische Aufarbeitung der Kriegsschuldfrage unterblieb weitgehend, da sie in allen beteiligten Staaten von politischen Vorgaben beeinflusst und staatlich gelenkt wurde.

## Historische Aufarbeitung
Erst Veröffentlichungen des Historikers Fritz Fischer brachten ab 1959 eine nachhaltige und differenzierte Erforschung der Ursachen des Ersten Weltkriegs in Deutschland, Frankreich und Großbritannien in Gang.
Heinrich August Winkler sieht eine wesentliche Verantwortung der MSPD seit 1914 für den Erfolg der Propaganda gegen den Versailler Vertrag:
„Deutschland trug die Hauptschuld am Ausbruch des Ersten Weltkriegs: Das war auf Grund der deutschen diplomatischen Akten auch schon der Regierung Scheidemann Anfang 1919 bekannt. Doch die Mehrheitssozialdemokratie scheute, nachdem sie vier Jahre lang Kriegskredite bewilligt hatte, vor dem öffentlichen Eingeständnis zurück, dass der Krieg, entgegen ihren Beteuerungen, kein deutscher Verteidigungskampf gewesen war. Den Nutzen aus der Verdrängung der Kriegsschuldfrage zog die nationalistische Rechte: Die Kriegsunschuldslegende, die Zwillingsschwester der Dolchstoßlegende, wurde zum Nährboden gegen das ‚Diktat von Versailles‘.“